# Sulur
Sulur é uma panchayat (vila) no distrito de Coimbatore, no estado indiano de Tamil Nadu.

## Geografia
Sulur está localizada a 11° 02′ N, 77° 08′ L. Tem uma altitude média de 340 metros (1115 pés).

## Demografia
Segundo o censo de 2001,  Sulur  tinha uma população de 24,359 habitantes. Os indivíduos do sexo masculino constituem 51% da população e os do sexo feminino 49%. Sulur tem uma taxa de literacia de 78%, superior à média nacional de 59.5%: a literacia no sexo masculino é de 83% e no sexo feminino é de 72%. Em Sulur, 9% da população está abaixo dos 6 anos de idade.